# 1901 en football
Cet article présente les faits marquants de l'année 1901 en football.

## Février
- 16 février : match inter-ligues à Belfast opposant une sélection du championnat d'Irlande à une sélection du championnat écossais. Les Écossais s'imposent 2-1.
- 23 février : à Glasgow, l'Écosse bat l'Irlande 11-0.

## Mars
- 1er mars : en France, le premier champion de Normandie, Le Havre AC, s'impose 6-1 contre le quatrième champion du Nord, l'Iris Club Lillois. Les Havrais affronteront en avril le champion de Paris pour le titre national.
- 2 mars : à Wrexham, l'Écosse et le pays de Galles font match nul, 1-1.
- 9 mars : à Southampton, l'Angleterre bat l'Irlande 3-0.
- 10 mars : fondation du Stade rennais
- 16 mars : match inter-ligues à Glasgow opposant une sélection du championnat d'Écosse à une sélection du championnat d'Angleterre. Les Écossais s'imposent 6-2.
- 18 mars : à Newcastle, le pays de Galles et l'Angleterre font match nul, 0-0.
- 23 mars : à Belfast, l'Irlande bat le pays de Galles 1-0.
- 24 mars : à Rennes, le Stade rennais dispute le premier match de son histoire, contre le Football Club rennais. Ce dernier l'emporte 6-0.
- 30 mars : à Crystal Palace, l'Angleterre bat l'Écosse 6-0.
- 31 mars : le Grasshopper-Club Zurich remporte le Championnat de Suisse.
- Racing Bruxelles champion de Belgique.
- Liverpool FC champion d’Angleterre.
- Distillery FC est champion d'Irlande.
- Les Glasgow Rangers sont champions d’Écosse.

## Avril
- 6 avril : Heart of Midlothian FC gagne la Coupe d’Écosse en s’imposant en finale face au Celtic FC, 4-3
- 8 avril : à Wrexham, Oswestry United FC remporte la Coupe du pays de Galles en s'imposant en finale face à Druids Ruadon, 1-0. Oswestry est un club anglais du Shropshire.
- 13 avril : à Belfast, Cliftonville FC remporte la Coupe d'Irlande en s'imposant en finale face à Dublin Freebooters FC, 1-0.
- 14 avril : le Standard A.C. et Le Havre AC font match nul 1-1 en finale du championnat de France USFSA. Finale à rejouer.
- 20 avril : Tottenham Hotspur et Sheffield United font match nul en finale de la FA Cup 2-2. Finale à rejouer.
- 27 avril : Tottenham Hotspur remporte la FA Cup face à Sheffield United, 3-1.
- 28 avril : le Standard A.C. est champion de France USFSA après une victoire en finale nationale contre Le Havre AC : 1-6 au Havre.
  - Article détaillé : Championnat de France de football USFSA 1901

## Mai
- 5 mai : Milan AC champion d’Italie.
- 25 mai : fondation du club argentin de Club Atlético River Plate

## Septembre
- Au démarrage de la saison 1901-1902, la surface de réparation adopte sa configuration définitive. Avant cette date la surface et la zone des six mètres étaient délimitées par deux demi-cercles.
- 7 septembre : Inauguration du stade de football du Brighton and Hove Albion FC : Goldstone Ground.

## Octobre
- 14 octobre : Nevka Saint-Pétersbourg remporte le premier championnat de Saint-Pétersbourg (Russie). Ce tournoi met aux prises trois équipes de la ville. Tous les joueurs du club champion sont britanniques.

## Novembre
- 9 novembre : match inter-ligues à Londres opposant une sélection du championnat d'Angleterre à une sélection du championnat d'Irlande. Les Anglais s'imposent 9-0.

## Sans date
- France : Robert Guérin devient le nouveau président de l'USFSA.
- France : Robert Guérin est nommé président de la commission d'arbitrage.

## Naissances
- 15 janvier : Luis Monti, footballeur italo-argentin.
- 21 janvier : Ricardo Zamora, footballeur espagnol.
- 22 janvier : Joseph Bradford, footballeur anglais.
- 31 janvier : Mario de las Casas, footballeur péruvien.
- 2 février : Jean Boyer, footballeur français.
- 3 février : Josef Schneider, footballeur autrichien.
- 19 février : Charles Berthelot, footballeur français.
- 26 février : József Braun, footballeur hongrois.
- 8 mars : Carlo Cevenini, footballeur italien.
- 9 mars : Modesto Denis, footballeur paraguayen.
- 12 mars :Auguste Kramer, footballeur suisse.
- 17 mars : Rudolf Wetzer, footballeur roumain.
- 16 avril : Édouard Crut, footballeur français.
- 30 avril : György Orth, footballeur hongrois.
- 4 mai : George Moorhouse, footballeur anglo-américain.
- 24 mai : José Nasazzi, footballeur uruguayen.
- 5 juillet : Julio Libonatti, footballeur argentin.
- 27 juillet : Umberto Caligaris, footballeur italien.
- 22 août : Ted Harper, footballeur anglais. († 22 juillet 1959).
- 14 septembre : Alex James, footballeur écossais. († 1er juin 1953).
- 29 octobre : Georges Moulène, footballeur français.
- 16 novembre : Marcel Domergue, footballeur français.
- 21 novembre : Raymond Sentubéry, footballeur français.
- 22 novembre : José Leandro Andrade, footballeur uruguayen.
- 2 décembre : Raimundo Orsi, footballeur argentin.
- 4 décembre : Albert Caillet, footballeur français.
- 11 décembre : Dave Halliday, footballeur écossais. († 5 janvier 1970).

## Décès
- 30 mars : Peter McNeil, footballeur écossais.
- 8 avril : Edward Ernest Bowen, footballeur anglais.